# Z-Ro vs. the World
Albums de Z-Ro
Look What You Did to Me
(1998) King of da Ghetto
(2001)
Z-Ro vs. the World est le deuxième album studio de Z-Ro, sorti le 13 juin 2000.
L'album s'est classé 90e au Top R&B/Hip-Hop Albums.

## Liste des titres
| No  | Titre                                                    | Contient un (des) sample(s) de  | Durée |
| --- | -------------------------------------------------------- | ------------------------------- | ----- |
| 1.  | Nigga from the Hood (featuring Big Moe)                  |                                 | 4:16  |
| 2.  | World Wide                                               |                                 | 3:43  |
| 3.  | Dirty 3rd (featuring Wood et Enjoli)                     |                                 | 3:42  |
| 4.  | Hustlin' All I Can Do (featuring Mr. 3-2 et Point Blank) |                                 | 4:15  |
| 5.  | Swang on 4's (featuring Big Moe et Cl'Che)               | Baby Come to Me de Regina Belle | 4:28  |
| 6.  | Looking Good (featuring Papa Reu)                        |                                 | 3:47  |
| 7.  | 3rd Coast (featuring Den Den et Dat Boy Grace)           |                                 | 3:35  |
| 8.  | One Thug                                                 |                                 | 4:37  |
| 9.  | Gonna Get Easier                                         |                                 | 4:19  |
| 10. | Screwed Up (featuring Dat Boy Grace)                     |                                 | 4:01  |
| 11. | Still My Life                                            |                                 | 4:13  |
| 12. | Let's Chill (featuring Cl'Che)                           | Let's Chill de Guy              | 4:07  |
| 13. | Why                                                      |                                 | 4:05  |
| 14. | To Love a Thug                                           |                                 | 3:49  |
| 15. | Steady Ballin' (featuring Big Hawk et D.E.A)             |                                 | 4:07  |
| 16. | Smokers Anthem                                           | Flex de Mad Cobra               | 3:51  |